# Матіас Расмуссен
Матіас Расмуссен (норв. Mathias Rasmussen, нар. 25 листопада 1997 Люнгдал, Норвегія) — норвезький футболіст, центральний півзахисник бельгійського клубу «Юніон Сент-Жилуаз».
Захищав кольори молодіжної збірної Норвегії.

## Ігрова кар'єра

### Клубна
Матіас Расмуссен народився у містечку Люнгдал, що на півдні Норвегії. У футбол почав грати у місцевому однойменному клубі разом зі своїм двоюрідним братом. Батько Матіаса також футболіст і грав у командах нижчих дивізіонів чемпіонату Норвегії.
У віці 15-ти років Матіас вже дебютував у професійному футболі. А у 2016 році підписав контракт із клубом Тіппеліги «Старт» з міста Крістіансанн.
Влітку 2016 року Расмуссен отримав запрошення із данської Суперліги від клуба «Норшелланн». У Данії футболіст провів чотири роки, зігравши майже у ста матчах за команду.
У 2020 році Расмуссен повернувся до Норвегії, де приєднався до клубу Елітсерії «Бранн» з міста Берген.

### Збірна
З 2014 року Расмуссен грав за юнацькі збірні Норвегії. У 2017 він провів дві гри у складі молодіжної збірної.

## Досягнення
«Бранн»
- Володар Кубка Норвегії: 2022-23

«Юніон»
- Володар Кубка Бельгії: 2023–24[3]
- Володар Суперкубка Бельгії: 2024[4]
- Чемпіон Бельгії: 2024-25